# Rajd Szwecji 2000
Rezultaty Rajdu Szwecji (49th International Swedish Rally), eliminacji Rajdowych Mistrzostw Świata w 2000 roku, który odbył się w dniach 11–13 lutego. Była to druga runda czempionatu w tamtym roku i pierwsza szutrowa, a także druga w Production World Rally Championship. Bazą rajdu było miasto Karlstad. Zwycięzcami rajdu została fińska załoga Marcus Grönholm i Timo Rautiainen w Peugeocie 206 WRC. Wyprzedzili oni rodaków Tommiego Mäkinena i Risto Mannisenmäkiego w Mitsubishi Lancerze Evo VI oraz Brytyjczyków Colina McRae i Nicky'ego Grista w Fordzie Focusie WRC. Z kolei w Production WRC zwyciężyli Finowie Jani Paasonen i Jakke Honkanen w Mitsubishi Carismie Evo VI.
Rajdu nie ukończyły dwie załogi fabryczne. Hiszpan Carlos Sainz, jadący Fordem Focusem WRC, wycofał się 11. oesie na skutek awarii pompy paliwowej. Z kolei Fin Toni Gardemeister w Seacie Córdobie WRC zrezygnował z dalszej jazdy w rajdzie na 11. odcinku specjalnym na skutek nieprawidłowego ciśnienia oleju.

## Klasyfikacja ostateczna
| Miejsce                     | Zawodnik                  | Pilot                     | Samochód                     | Czas                      | Strata                    | Grupa                     | Punkty                    |
| WRC (pierwsza dziesiątka)   | WRC (pierwsza dziesiątka) | WRC (pierwsza dziesiątka) | WRC (pierwsza dziesiątka)    | WRC (pierwsza dziesiątka) | WRC (pierwsza dziesiątka) | WRC (pierwsza dziesiątka) | WRC (pierwsza dziesiątka) |
| --------------------------- | ------------------------- | ------------------------- | ---------------------------- | ------------------------- | ------------------------- | ------------------------- | ------------------------- |
| 1.                          | Marcus Grönholm           | Timo Rautiainen           | Peugeot 206 WRC              | 3:20:33.3                 |                           | A8 M                      | 10                        |
| 2.                          | Tommi Mäkinen             | Risto Mannisenmäki        | Mitsubishi Lancer Evo VI     | 3:20:40.1                 | +6.8                      | A8 M                      | 6                         |
| 3.                          | Colin McRae               | Nicky Grist               | Ford Focus WRC               | 3:20:47.0                 | +13.7                     | A8 M                      | 4                         |
| 4.                          | Thomas Rådström           | Tina Thörner              | Toyota Corolla WRC           | 3:20:48.2                 | +14.9                     | A8                        | 3                         |
| 5.                          | Richard Burns             | Robert Reid               | Subaru Impreza WRC           | 3:21:08.3                 | +35.0                     | A8 M                      | 2                         |
| 6.                          | Juha Kankkunen            | Juha Repo                 | Subaru Impreza WRC           | 3:23:20.9                 | +2:47.6                   | A8 M                      | 1                         |
| 7.                          | François Delecour         | Daniel Grataloup          | Peugeot 206 WRC              | 3:25:05.2                 | +4:31.9                   | A8 M                      |                           |
| 8.                          | Freddy Loix               | Sven Smeets               | Mitsubishi Carisma GT Evo VI | 3:25:41.6                 | +5:08.3                   | A8 M                      |                           |
| 9.                          | Markko Märtin             | Michael Park              | Toyota Corolla WRC           | 3:25:47.3                 | +5:14.0                   | A8                        |                           |
| 10.                         | Didier Auriol             | Denis Giraudet            | SEAT Córdoba WRC             | 3:25:49.2                 | +5:15.9                   | A8 M                      |                           |
| PWRC (punktujący zawodnicy) |                           |                           |                              |                           |                           |                           |                           |
| 1. (17.)                    | Jani Paasonen             | Jakke Honkanen            | Mitsubishi Carisma GT Evo VI | 3:36:02.1                 |                           | N4                        | 10                        |
| 2. (18.)                    | Juuso Pykälistö           | Esko Mertsalmi            | Mitsubishi Carisma GT Evo VI | 3:36:33.5                 | +31.4                     | N4                        | 6                         |
| 3. (19.)                    | Stig-Olov Walfridsson     | Lars Bäckman              | Mitsubishi Lancer Evo V      | 3:37:22.1                 | +1:20.0                   | N4                        | 4                         |
| 4. (20.)                    | Manfred Stohl             | Peter Müller              | Mitsubishi Lancer Evo VI     | 3:38:58.0                 | +2:55.9                   | N4                        | 3                         |
| 5. (21.)                    | Mattias Ekström           | Stefan Bergman            | Mitsubishi Lancer Evo IV     | 3:39:02.7                 | +3:00.6                   | N4                        | 2                         |
| 6. (22.)                    | Kenneth Bäcklund          | Tord Andersson            | Mitsubishi Lancer Evo VI     | 3:39:10.4                 | +3:08.3                   | N4                        | 1                         |

1. ↑  Litera M przy oznaczeniu grupy do której należy samochód oznacza, iż tylko ci kierowcy zdobywali punkty dla swoich zespołów liczonych w klasyfikacji producentów na koniec sezonu.

## Zwycięzcy odcinków specjalnych
| Dzień      | Odcinek | G. rozp. | Nazwa          | Długość  | Zwycięzca         | Czas    | Lider rajdu     |
| ---------- | ------- | -------- | -------------- | -------- | ----------------- | ------- | --------------- |
| 1 (11 LUT) | SS1     | 08:14    | Sagen 1        | 14.76 km | Thomas Rådström   | 7:57.7  | Thomas Rådström |
| 1 (11 LUT) | SS2     | 09:10    | Rammen 1       | 23.44 km | Marcus Grönholm   | 12:10.3 | Marcus Grönholm |
| 1 (11 LUT) | SS3     | 10:47    | Hamra          | 28.59 km | Richard Burns     | 15:03.1 | Marcus Grönholm |
| 1 (11 LUT) | SS4     | 11:50    | Torsby         | 2.79 km  | Tommi Mäkinen     | 2:05.9  | Marcus Grönholm |
| 1 (11 LUT) | SS5     | 12:55    | Bjalverud      | 21.58 km | Marcus Grönholm   | 10:43.1 | Marcus Grönholm |
| 1 (11 LUT) | SS6     | 13:45    | Mangen         | 13.29 km | Marcus Grönholm   | 6:51.8  | Marcus Grönholm |
| 1 (11 LUT) | SS7     | 14:00    | Arvika         | 2.00 km  | odcinek anulowany | -       | Marcus Grönholm |
| 1 (11 LUT) | SS8     | 16:00    | Langjohanstorp | 19.44 km | Marcus Grönholm   | 9:29.3  | Marcus Grönholm |
| 1 (11 LUT) | SS9     | 17:09    | I2             | 3.40 km  | Colin McRae       | 1:55.9  | Marcus Grönholm |
| 2 (12 LUT) | SS10    | 07:11    | Fredriksberg   | 27.39 km | Marcus Grönholm   | 15:43.0 | Marcus Grönholm |
| 2 (12 LUT) | SS11    | 10:17    | Nyhammar       | 27.79 km | Marcus Grönholm   | 14:34.7 | Marcus Grönholm |
| 2 (12 LUT) | SS12    | 11:29    | Skog 1         | 24.19 km | Colin McRae       | 12:49.6 | Marcus Grönholm |
| 2 (12 LUT) | SS13    | 13:26    | Jutbo          | 47.65 km | Colin McRae       | 26:30.9 | Marcus Grönholm |
| 2 (12 LUT) | SS14    | 15:32    | Skog 2         | 24.19 km | Marcus Grönholm   | 12:53.7 | Marcus Grönholm |
| 2 (12 LUT) | SS15    | 16:31    | Lugnet         | 2.00 km  | Tommi Mäkinen     | 1:53.8  | Marcus Grönholm |
| 3 (13 LUT) | SS16    | 08:57    | Malta          | 11.88 km | Thomas Rådström   | 5:44.3  | Marcus Grönholm |
| 3 (13 LUT) | SS17    | 09:43    | Ullen          | 24.62 km | Richard Burns     | 12:05.4 | Marcus Grönholm |
| 3 (13 LUT) | SS18    | 11:25    | Sagen 2        | 14.76 km | Thomas Rådström   | 7:45.9  | Marcus Grönholm |
| 3 (13 LUT) | SS19    | 12:18    | Rammen 2       | 23.44 km | Thomas Rådström   | 11:52.8 | Marcus Grönholm |
| 3 (13 LUT) | SS20    | 14:00    | Hagfors        | 21.21 km | Colin McRae       | 11:22.9 | Marcus Grönholm |

## Klasyfikacja po 2 rundach
Tabele przedstawiają tylko pięć pierwszych miejsc.

### Kierowcy
| Lp. | Kierowca        | Pkt |
| --- | --------------- | --- |
| 1   | Tommi Mäkinen   | 16  |
| 2   | Marcus Grönholm | 10  |
| 3   | Carlos Sainz    | 6   |
| 4   | Juha Kankkunen  | 5   |
| 5   | Colin McRae     | 4   |

### Producenci
| Lp. | Producent                    | Pkt |
| --- | ---------------------------- | --- |
| 1   | Marlboro Mitsubishi Ralliart | 18  |
| 2   | Peugeot Esso                 | 11  |
| 3   | Ford Motor Co                | 10  |
| 4   | Subaru World Rally Team      | 9   |
| 5   | SEAT Sport                   | 3   |